# Ernst Jandl
Ernst Jandl (n. 1 august 1925, Viena, Republica Austriacă – d. 9 iunie 2000, Viena, Austria) a fost un poet, traducător și eseist austriac.

## Viața și opera
Ernst Jandl a făcut studii de lingvistică și literatură (germană și engleză) la Universitatea Viena. Din 1949 până în 1979 a lucrat ca profesor de limba engleză. S-a pensionat timpuriu, pentru a se putea dedica exclusiv scrisului. Jandl a scris patru piese de acest gen împreună cu Friederike Mayröcker, cu care a conviețuit din 1954. Ernst Jandl este considerat drept unul dintre cei mai importanți scriitori contemporani din spațiul lingvistic german. Acest rang l-a dobândit mai ales prin poezie. 
A fost membru al Academiei de Arte Berlin, a Asociatiei autorilor din Graz, a Academiei germane pentru limbă și creație literară din Darmstadt.

## Cărți publicate (selecție)

### Poezie
- laut und luise (1966, 1990).
- sprechblasen (1968, 1993).
- der künstliche baum (1970).
- die schöne kunst des schreibens (1976).
- die bearbeitung der mütze (1978).
- der gelbe hund (1980).
- selbstporträt des schachspielers als trinkende uhr (1983, 1986).
- idyllen (1989).
- Gesammelte Werke - în 3 carte - (1990).
- stanzen (1992).
- peter und die kuh (1996).
- Poetische Werke - în 10 carte - (1997).
- lechts und rinks. gedichte statements peppermints (1997, 2002).
- Letzte Gedichte (2001).[4]

### Proza/Eseuri
- Das Öffnen und Schließen des Mundes. Frankfurter Poetik-Vorlesungen (1985).
- Autor in Gesellschaft – Aufsätze und Reden (1999).
- Briefe aus dem Krieg 1943–1946 (2005).

### deVideo
- ernst jandl live – Gedichte und Szenen aus zwei Autorenlesungen (1983).

## Distincții (selecție)
- 1995: Premiul literar Friedrich-Hölderlin-Preis der Stadt Bad Homburg
- 1990: Premiul literar Peter Huchel
- 1984: Premiul literar Georg Büchner
- 1984: Premiul literar mare austrieci
- 1982: Premiul literar Anton Wildgans
- 1974: Premiul literar Georg Trakl

## deNote
1. ↑  Czech National Authority Database, accesat în 1 martie 2022
2. ↑  Autoritatea BnF, accesat în 10 octombrie 2015
3. ↑  CONOR.SI[*] Verificați valoarea |titlelink= (ajutor)
4. ↑  Letzte Gedichte

## deLucrări de prezentare a scriitorului
- Nils Bernstein: Ernst Jandl im retroaktiven Maskenspiel. Zu autobiographischen und metapoetischen Werken Jandls. In: Marcus Born (ed.): Erzählen, Geschichte, Wahrheit, Königshausen & Neumann, Würzburg 2009, p. 159–173.
- Theo Breuer: Ernst Jandl (1925–2000). In: Aus dem Hinterland. Lyrik nach 2000, Sistig/Eifel 2005.
- Bernhard Kraller (ed.): Ernst Jandl. In: Wespennest 125, Wien 2002.
- Friederike Mayröcker: Requiem für Ernst Jandl. Suhrkamp, Frankfurt am Main 2001.
- Kristina Pfoser, Volker Kaukoreit (ed.): Gedichte von Ernst Jandl. In: Interpretationen, Reclams Universal-Bibliothek Nr. 17519. Reclam, Stuttgart 2002.
- Anne Uhrmacher: Spielarten des Komischen. Ernst Jandl und die Sprache, Niemeyer, Tübingen 2007.
- Gabriel H. Decuble, Sisif bâlbâitul sau Cât de concretă poate fi poezia lui Ernst Jandl, în: Ernst Jandl, Cele mai frumoase 100 de poeme. Ediție bilingvă. Selecție, traducere, prefață, tabel cronologic și note de Gabriel H. Decuble, Humanitas, București, 2012.